# Bibliothèque préfectorale de Kyoto
La bibliothèque préfectorale de Kyoto (京都府立図書館 Kyōto Furitsu Toshokan) est une bibliothèque située à Seishoji-cho 9, Okazaki, Sakyō-ku, Kyoto, préfecture de Kyoto. Elle a été créée en 1873 et est soutenue par le gouvernement préfectoral de Kyoto.

## Histoire
- 1873 : ouverte de l'établissement sous le nom de bibliothèque Shushoin (fermée en 1882) ;
- 1898 : ouverture en tant que bibliothèque préfectorale de Kyoto à Kyoto-gyoen ;
- 1909 : ouverture en tant que bibliothèque préfectorale de Kyoto à Okazaki, Kyoto ;
- 1963 : De nombreux livres transférés à la bibliothèque et aux archives de la préfecture de Kyoto ;
- 1995 : Le bâtiment principal subit de graves dommages lors du grand tremblement de terre de Hanshin ;
- 2001 : Ouverture du nouveau bâtiment.

## Bibliothèques secondaires
- 1949 : ouverture de la bibliothèque de Kawaramachi (fermée en mai 1976)
- 1950 : ouverture de la bibliothèque de la succursale de Fushimi. (Fermée en mars 1988)
- 1950 : ouverture de la succursale de la bibliothèque de la région de Miyazu. (Fermée en mars 1997)
- 1950 : Ouverture de la succursale de la bibliothèque de la région d'Ayabe. (Fermée en septembre 1966)
- 1950 : Ouverture de la succursale de la bibliothèque de la région de Mineyama. (Fermée en mars 1997)
- 1951 : Ouverture de la bibliothèque de la succursale de Kamigyo. (Fermée en mai 1976)
- 1952 : Ouverture de la succursale de la bibliothèque de la région de Sonobe. (Fermée en novembre 1966)
- 1952 : ouverture de la succursale de la bibliothèque de la région de Kitakuwada. (Fermée en mars 1980)
- 1952 : Ouverture de la succursale de la bibliothèque de la région de Kizu. (Fermée en mars 1975)
- 1957 : Ouverture de la bibliothèque secondaire de Nakagyo en prenant en charge l'administration de la bibliothèque secondaire de Kawaramachi. (Fermé en mars 2001)

## Lectures complémentaires
- 京都府立図書館, « 京都府立図書館「岡崎」100周年記念 » [archive du 16 juin 2013] [PDF],‎ août 2009 (consulté le 18 septembre 2012)
- Kyoto Prefectural Library, « History of Kyoto Prefectural Library » [archive du 12 avril 2011] (consulté le 6 octobre 2014)